# Dušan Cinkota (politik)
Dušan Cinkota (* 14. dubna 1951) byl slovenský a československý politik, po sametové revoluci poslanec Sněmovny lidu Federálního shromáždění za SDĽ.

## Biografie
Ve volbách roku 1992 byl za SDĽ zvolen do Sněmovny lidu. Ve Federálním shromáždění setrval do zániku Československa v prosinci 1992.